# Bitwa morska pod Myonnesos
Bitwa morska pod Myonnesos – starcie zbrojne jesienią roku 190 p.n.e. podczas wojny Rzymu z państwem Seleucydów Antiocha Wielkiego. 
Wiosną roku 190 p.n.e. dowodzący silnym zespołem seleuckiej floty nauarchos Poliksenidas operował w okolicy Samos, gdzie odniósł zwycięstwo nad eskadrą rodyjską. Do jego sił dołączyć miał wkrótce Hannibal na czele 37 jednostek, jednak w starciu u wybrzeża Pamfilii zmuszony został do wycofania się przez okręty rodyjskie pod wodzą Eudamosa. Również Poliksenidas, ażeby zapobiec połączeniu się flot Rodyjczyków i Rzymian, jeszcze we wrześniu 191 p.n.e. zaatakował tych drugich koło przylądka Korykos, lecz ze znacznymi stratami został pokonany, chociaż ze względu na późną porę roku zwycięzcy nie byli w stanie tego sukcesu wykorzystać. Starcia morskie obu stron zakończyła w tej wojnie decydująca bitwa na Morzu Egejskim stoczona w październiku 190 r. p.n.e. na wysokości przylądka Myonnesos u wybrzeży Jonii.
Zawiedziony oczekiwaniem na wsparcie istotnymi posiłkami Poliksenidas zdecydował o samodzielnym uderzeniu na połączone siły rzymsko-rodyjskich sprzymierzeńców. Starcie to sprowokował podejmując próbę ich zaskoczenia, jednakże jego wstępny zamiar oskrzydlenia udaremnił dowodzący rodyjską eskadrą Eudamos ze swymi lekkimi galerami. Stworzyło to możliwość uderzenia na centrum zgrupowania Poliksenidasa, dokonanego przez ciężkie galery Rzymian pod wodzą Lucjusza Emiliusza Regillusa i zakończonego rozbiciem Syryjczyków. Utracili oni 18 zatopionych jednostek, podczas gdy 29 galer zdobyli Rzymianie. Natomiast sprzymierzeni przeciw Antiochowi stracili jedynie 3 okręty (2 rzymskie i 1 rodyjski). 
Wynik starcia zapewnił Rzymianom długotrwałą przewagę na Morzu Egejskim, torując zarazem drogę do opanowania dalszych części Azji Mniejszej podległej Seleucydom i zapowiadając upadek ich rozległego imperium.